# Welitscher Schneidmühle
Welitscher Schneidmühle ist eine Wüstung auf dem Gemeindegebiet des Marktes Pressig im Landkreis Kronach (Oberfranken, Bayern).

## Geographie
Die Einöde war Haus Nr. 21 von Welitsch. Sie lag auf einer Höhe von 384 m ü. NHN an der Tettau unmittelbar südwestlich von Welitsch.

## Geschichte
Welitscher Schneidmühle gehörte ursprünglich zur Realgemeinde Welitsch. Das Hochgericht übte das bambergische Centamt Kronach aus. Das Kastenamt Kronach war der Grundherr der Mahlmühle.
Mit dem Gemeindeedikt wurde Welitscher Schneidmühle dem 1808 gebildeten Steuerdistrikt Welitsch und 1818 der Ruralgemeinde Welitsch zugewiesen. 1861 lebten sieben Einwohner auf dem aus zwei Gebäuden bestehenden Ort, der zu dieser Zeit – wohl nach dem Familiennamen des Besitzers – Fillwebers Schneidmühle genannt wurde. Die Einwohner waren allesamt katholisch und nach St. Bartholomäus (Rothenkirchen) gepfarrt. Letztmals namentlich erwähnt wurde Welitscher Schneidmühle in einer topographischen Karte von 1972. In einer Karte von 1976 werden die zwei Gebäude ohne Namen verzeichnet.